# Канувшее время
«Канувшее время» — советский художественный фильм режиссёра Соломона Шустера по мотивам романа Александра Бека «Новое назначение».

## Сюжет
Весной 1957 года руководитель сталелитейной промышленности СССР, председатель государственного комитета по металлургии и член ЦК КПСС Александр Леонтьевич Онисимов (вымышленный персонаж из романа Александра Бека «Новое назначение») был снят с должности и назначен послом в одну из североевропейских стран, где у него появилась возможность многое обдумать и понять истинную причину своего отстранения.
Показаны эпизоды жизни Онисимова, начиная с конца 1930-х годов, времени Большого террора, и заканчивая концом 1950-х годов, когда у него была обнаружена тяжёлая болезнь — вероятно, рак лёгких. В фильме использованы кадры кинохроники, за кадром звучат стихи Бориса Слуцкого.

## В ролях
- Станислав Любшин — Александр Леонтьевич Онисимов
- Нина Русланова — Елена, жена Онисимова
- Евгений Евстигнеев — академик Василий Данилович Челышев
- Олег Корчиков — помощник Онисимова
- Владимир Зельдин — доктор Николай Николаевич Соловьев
- Алексей Герман — инженер Лесных, изобретатель
- Николай Волков (младший) — Пыжов, писатель
- Виктор Павлов — Павел Георгиевич Цихоня, заместитель и преемник Онисимова
- Виктор Сергачёв — Леонид Васильевич Тимофеевский, репрессированный заместитель начальника Главкпроката
- Вадим Лобанов — Поскрёбышев
- Георгий Кропачёв — доктор Каштанов

## Съёмочная группа
- стихи Бориса Слуцкого
- постановка — Соломона Шустера
- оператор-постановщик — Александр Чечулин
- художники-постановщики — Георгий Кропачёв, Алексей Федотов
- композитор — Борис Тищенко